# 勐董河
勐董河是中华人民共和国云南省与缅甸的一条跨境河流，属澜沧江水系。发源于中缅边界岗斯歪壤母山南麓羊柏垭口，流经勐董坝沧源县城后呈南北流向，后30公里流经勐甘、勐角和勐来坝子，入落水洞潜流7公里，在永安寨出洞，称作永安河。后与挡帕河交汇后称南碧河，流至勐省坝与拉勐河交汇后流入小黑江。总径流面积455.65平方公里，主干河全长约46千米，年径流量3.8亿立方米，平均流量22.1立方米/秒，水力资源理论蕴藏量4.56万千瓦，平均坡降4.34‰，落差小，水流较平缓。主要支流有芒怕河、南角河、南旺河、小干河、格浪绒梅河、格浪格朗河、格浪叶河、格浪柏格棱河、格棱𪠽河、大董河、格浪不涝河等，最大支流为挡帕河。永安河上建有一座装机1,890千瓦的电站，上游沧源县城西南建有勐董水库。流域最高的芒告大山高程2,498.7米，最低点河口高程970米。进入落水洞前左岸分水岭地带为南滚河国家级自然保护区，主要分布热带季雨林、季风常绿阔叶林和中山湿性常绿阔叶林，出流后两岸植被稀疏。

## 资料来源
1. ↑  沧源佤族自治县地方志编撰委员会. . 昆明: 云南民族出版社. 1998年12月: 56. ISBN 978-7-5367-1498-4.
2. ↑  沧源佤族自治县概况编写组、修订委员会. . 北京: 民族出版社. 2007年11月: 8. ISBN 978-7-105-08553-8.
3. ↑  沧源佤族自治县民族中学地理室; 沧源佤族自治县交通局. . 昆明: 云南科技出版社. 2002年12月: 18-19. ISBN 7-5416-1753-9.
4. ↑  施玉. . ein.ynnu.edu.cn. 佤族大辞典. 2012-12-01  [2017-12-15]. （原始内容存档于2017-12-15）.